# プレイング・マンティス
プレイング・マンティス（PRAYING MANTIS）は、イギリスのヘヴィメタルバンド。1970年代末のNWOBHM（New Wave Of British Heavy Metal）ムーヴメントの代表格。叙情的な正統派ヘヴィ・メタルを演奏するバンドとしてイギリス本国よりも日本での人気が高い。
バンド名の由来は途中に在籍していたスタンリー・カニンハム（Vo）がステージでカマキリの様なアクションをすることからだが、初期の自費製作盤時には脱退していた。

## 概要
1970年代中期にティノ・トロイ（G,Vo）とクリス・トロイ（B,Vo）のトロイ兄弟を中心に、ピート・ムーア（G）、クリス・ハッドソン（Ds）の4人編成で結成され、当時はバンド名をJUNCTIONと名乗っていた。
1970年代末に話題となっていたヘヴィ・メタル・ディスコ「Bandwagon」のDJニール・ケイにデモ・テープを送り、1979年にEMIから3曲入りの自費製作EP『THE SOUNDHOUSE TAPES2』を発表する。
ピート・ムーア（G）に変わり初期のアイアン・メイデンから移籍のボブ・アンジェロ（G）に、クリス・ハッドソン（Ds）に変わりミック・ラムサム（Ds）にメンバーチェンジを行い、1980年にインディーズから『PRAYNG MANTIS』を発売した。アイアン・メイデンのメジャー・デビュー・ツアーで前座として同行するが、メンバーはスティーヴ・キャロル（G）、デイヴ・ポッツ（Ds）に変わっている。同年のレディング・フェスティバルにも出演、これがきっかけとなりアリスタ・レコードと契約を結ぶこととなる。
1981年デビュー・アルバム『タイム・テルズ・ノー・ライズ』（旧邦題：『戦慄のマンティス』）を発表。ツインリード・ギターをフィーチュアしたメロディアスでドラマティックな楽曲、美しいコーラスハーモニーに溢れたその音楽性が評判となり、全英アルバムチャートでは最高60位を記録した。しかし、同年末頃からマネージメントとの関係が悪化し、やがてアリスタとの契約も切れ、アルバムも廃盤となってしまう（ちなみに日本では希少性も伴い幻の名作とされ、海賊盤を生み、オリジナル・アナログ盤は中古市場にて一万円を超える価格で取引されるほどであった）。
1982年にはトロイ兄弟、ポッツにバーニー・ショウ（Vo）とジョン・バヴィン（Key）を加えた編成でジェット・レコードと新たな契約を交わし、シングル「Turn the Tables」をリリースするも活動は順調に行かず、再びレコード契約を切られる。その後トロイ兄弟とショウは、クライヴ・バー率いる「エスケイプ」に加入するが、最終的には「ストレイタス」に改名し、1984年に唯一のアルバム『スローイング・シェイプス』を発表。しかし、ショウはユーライア・ヒープに引き抜かれ、トロイ兄弟はいつしかシーンからその姿を消してしまった。
1990年、トロイ兄弟は日本で行われたNWOBHM10周年記念コンサートにおいて、ポール・ディアノ（Vo）、デニス・ストラットン(G,Vo)、ブルース・ビスランド（Ds）と共にアイアン・メイデンやプレイング・マンティスの曲を演奏し、その模様は同年、ライブ・アルバムとして発売された。それがきっかけで、トロイ兄弟、ストラットン、ビスランドの4人でプレイング・マンティスが正式に再結成され、日本のポニーキャニオンと契約。1991年に『プレデター・イン・ディスガイズ』を、1993年にコリン・ピール（Vo）を加え『ア・クライ・フォー・ザ・ニュー・ワールド』を発表した。しかし、ピールは間もなくミュージカル『ヘアー』出演のため脱退し、後任のマーク・トンプソン＝スミス（Vo）も短期間で脱退した。
1995年には元マイケル・シェンカー・グループのゲイリー・バーデン（Vo）が加入し、同年にアルバム『トゥ・ザ・パワー・オブ・テン』を発表。同作リリースに伴う日本公演では、負傷したビスランドの代役として、バンドと旧知のクライヴ・バーがドラムスを担当し、その模様は1996年にライブ・アルバム『キャプチャード アライヴ・イン・トーキョー・シティ』として発表された。
1998年トニー・オホーラ(Vo)を迎え、2枚のアルバムを発表。
2003年にはジョン・スローマン（Vo）、ドゥギー・ホワイト（Vo）をゲスト・ヴォーカリストとして『ザ・ジャーニー・ゴーズ・オン』を発表した。
2008年、トロイ兄弟以下マイク・フリーランド（Vo）、アンディ・バーゲス（G）、ベンジャミン・リード（Ds）といった新メンバーを迎えた編成でライヴ活動を行い、2009年にはアルバム『サンクチュアリ』を発表。
2011年、通販限定シングルとして『メタルモルフォーシズ』を発表。初期の楽曲を現在のメンバーで再録している。ライナーには30人近くに及ぶ元メンバーの名前が記され、その中にはコージー・パウエルとポール・サムソンの名も見られる。
2012年、前述のシングルに6曲を再録し、日本限定でアルバム『メタルモルフォーシズ』を発表。1月に東京と大阪にて2日間のツアーが行われ、初期の楽曲で固めたステージとなる。音楽雑誌BURRN!ではネタバレセットリストが表記されるも、実際は全く違う曲順となった。
2015年、アルバム『レガシー』を発表。前作『サンクチュアリ』から約6年ぶりのスタジオ・アルバム。本作よりオランダ出身のヴォーカリスト「ジョン・カイペルス」と同じくオランダ人のドラマーである「ハンス・イン・ザント」がバンドに加入し、新体制で初めてリリースするアルバムとなり、ツイン・リード・ギターとハイ・トーン・ヴォイスの原点回帰サウンドを甦らせた。「Tokyo」収録。

## メンバー
2022年現在
- ジョン"ジェイシー"カイペルス　John 'Jaycee' Cuijpers - ボーカル
- ティノ・トロイ　Tino Troy - ギター、キーボード
- クリス・トロイ　Chris Troy - ベース、キーボード
- アンディ・バーゲス　Andy Burgess - ギター、キーボード
- ハンス・イン・ザント　Hans in't Zandt - ドラムス

## ディスコグラフィ

### スタジオ・アルバム
- タイム・テルズ・ノー・ライズ (戦慄のマンティス) - Time Tells No Lies（1981年）
- プレデター・イン・ディスガイズ - Predator In Disguise（1991年）
- ア・クライ・フォー・ザ・ニュー・ワールド - A Cry For The New World（1993年）
- トゥ・ザ・パワー・オブ・テン - To The Power Of Ten（1995年）
- フォーエヴァー・イン・タイム - Forever In Time（1998年）
- ノーホェア・トゥ・ハイド - Nowhere To Hide（2000年）
- ザ・ジャーニー・ゴーズ・オン - The Journey Goes On（2003年）
- サンクチュアリ - Sanctuary（2009年）
- レガシー - Legacy（2015年）
- グラヴィティ - Gravity（2018年）
- カタルシス - Katharsis（2022年）

### ライヴ・アルバム
- ライブ！ - Live at Last（1990年）※プレイング・マンティス、ポール・ディアノ、デニス・ストラットンが共演したライブの模様を収録。
- キャプチャード アライヴ・イン・トーキョー・シティ - Captured Alive In Tokyo City（1996年）
- Keep It Alive!（2019年）

### コンピレーション・アルバム
- デモラビリア - Demorabilia（1999年）
- ザ・ベスト・オブ・プレイング・マンティス - The Best Of Praying Mantis（2004年）